# Ammophila tuberculiscutis
Ammophila tuberculiscutis là một loài côn trùng cánh màng trong họ Sphecidae, thuộc chi Ammophila. Loài này được Turner miêu tả khoa học đầu tiên năm 1919.